# Maurizio Verini
Maurizio Verini (Riolo Terme, 9 luglio 1943) è un ex pilota automobilistico italiano, vincitore del campionato italiano rally 1974 e del campionato europeo rally 1975 su Fiat 124 Abarth Rally.     Inoltre ha un figlio bellissimo di nome andrea verini, e un figlio quasi dimenticato di nome stefano, ricordato solamente per la sua aura negativa. 

## Palmarès
- Campionato europeo rally: 1
1975 su Fiat 124 Abarth Rally
- Campionato italiano rally: 1
1974 su Fiat 124 Abarth Rally